# 潘柏霖
潘柏霖（1993年1月29日-），臺灣詩人、小說家，臺北人，國立中興大學中國文學系、國立臺北教育大學語文創作研究所碩士畢業。著有詩集《1993》、《我討厭我自己》、小說《少年粉紅》等作品。曾獲選為「2020誠品閱讀職人大賞」年度最期待作家。2023年以〈媽媽說我是假的〉獲得第十九屆林榮三文學獎散文獎首獎，並引發「散文是否可以虛構」的爭議。

## 創作經歷
潘柏霖為2015年社群媒體興起後受到關注的新生代詩人。臺灣詩集長期銷量低迷，2017年潘柏霖、徐珮芬、任明信、宋尚緯等人的詩集熱銷，有報導稱「台灣現代詩迎來文藝復興時代」。2017年，潘柏霖開始創作「顏色系列」小說，共享同一個酷兒顏色世界觀，但彼此作品間劇情無相關聯。潘柏霖小說首作為《少年粉紅》，最新作品為《我不喜歡我的黃色尾巴》。
潘柏霖喜歡的詩人為夏宇和楊牧。潘柏霖的詩作擅長以淺白文字，直白地寫下內心的衝突與無能為力，引起讀者共鳴。詩集《人工擁抱》出版後，隔年獲得「2020誠品閱讀職人大賞」年度最期待作家。潘柏霖的詩集多以自費出版，原因是作者能夠大幅度地控制內容的編輯排版與書籍的設計裝幀，但作者本身也相對有龐大負擔。

## 作品特色

### 詩
潘柏霖詩作語言直接，讓讀者容易產生共鳴。社會研究者張智琦將潘柏霖歸類於「廢鬱系詩人」，批評其詩作只關注內在自我、拒斥國家社會議題。

### 小說
國立中興大學詹閔旭指出：「《不穿紅裙的男孩》大膽選擇異男視角作為故事主軸，無疑帶領讀者邁入台灣同志書寫的下一階段」。

## 作品列表
| 出版年份 | 類別 | 書名                     | 出版社   |
| -------- | ---- | ------------------------ | -------- |
| 2015     | 詩集 | 《1993》                 | 自費出版 |
| 2016     | 詩集 | 《我討厭我自己》         | 啟明出版 |
| 2017     | 詩集 | 《1993》增訂版           | 自費出版 |
| 2017     | 小說 | 《少年粉紅》             | 尖端     |
| 2018     | 詩集 | 《恐懼先生》             | 自費出版 |
| 2019     | 詩集 | 《1993》三版             | 自費出版 |
| 2019     | 小說 | 《藍色是骨頭的顏色》     | 尖端     |
| 2020     | 詩集 | 《人工擁抱》             | 自費出版 |
| 2021     | 小說 | 《不穿紅裙的男孩》       | 尖端     |
| 2021     | 詩集 | 《恐懼先生》增訂版       | 自費出版 |
| 2022     | 詩集 | 《我喜歡我自己》         | 自費出版 |
| 2023     | 小說 | 《我不喜歡我的黃色尾巴》 | 尖端     |

## 相關爭議

### 散文虛構
2023年，潘柏霖以〈媽媽說我是假的〉一文投稿第十九屆林榮三文學獎，獲獎後引發「散文是否可以虛構」的討論。 11月13日，自由副刊臉書粉絲專頁發布獲獎散文作品後，帳號「林怡君」發文表示該文內容與自己學妹經驗近似，認為潘柏霖從作家同儕獲得該故事後改寫投稿。作家朱宥勳隔日發文，指出當中存在倫理問題，批評作者不能完全卸去創作者的責任。 而後，包含顏擇雅、吳鳴等作家與眾多網友發文討論。當天稍晚，遭影射的作家吳曉樂、以及清宮迷因（孫中文）向「林怡君」所稱之學妹確認後證實為誤會，潘柏霖則於臉書說明故事來自逝世的跨性別男性友人。後續有多篇媒體討論文章，如11月17日陳宥任質疑潘柏霖「為何要當獎棍」，同時批評寫作上「吃豆腐」、有自律問題。 另有觀點認為，爭執點不只是「文學倫理」而是「文學獎倫理」，並認為在指控者尚未道歉前，無法有良善的討論。 也有觀點認為，藝術家必須以藝術專業面對社會爭議。 相關討論大致於11月底告一段落。

### 註腳
1. ↑  . meet.eslite.com.   [2022-09-06]. （原始内容存档于2021-09-25） （中文）.
2. ↑  . 自由時報. 2023-12-29  [2023-12-29]. （原始内容存档于2024-01-15）.
3. 1 2  . Newtalk新聞. 2021-07-21  [2022-09-06]. （原始内容存档于2022-06-04） （中文（臺灣））.
4. ↑  蕭歆諺. . 遠見雜誌 - 前進的動力.   [2022-09-06]. （原始内容存档于2021-06-17）.
5. ↑  . www.wowlavie.com.   [2022-09-06]. （原始内容存档于2022-01-17） （中文（繁體））.
6. 1 2  . meet.eslite.com.   [2022-09-06]. （原始内容存档于2022-05-18） （英语）.
7. ↑  張, 智琦. . 台灣社會研究季刊 (台灣社會研究學會). 2020-08, (116): 267-290  [2022-09-06]. （原始内容存档于2022-03-28）.
8. ↑  詹閔旭. . OKAPI閱讀生活誌.   [2022-09-06]. （原始内容存档于2021-12-09） （中文（臺灣））.
9. ↑  . 創作者經濟. 2023-11-20  [2023-01-15]. （原始内容存档于2024-01-15）.
10. ↑  謝麗笙. . 自由時報. 2023-11-04. （原始内容存档于2023-11-14）.
11. ↑  朱宥勳. . 2023-11-15  [2023-01-15]. （原始内容存档于2024-01-15）.
12. ↑  陳宥任. . 關鍵評論網. 2023-11-17  [2023-01-15]. （原始内容存档于2024-01-14）.
13. ↑  黃偉誌. . 關鍵評論網. 2023-11-23  [2023-01-15]. （原始内容存档于2024-01-15）.
14. ↑  洪七. . 洪七與源太太的書房. 2023-11-30  [2023-01-15]. （原始内容存档于2024-01-15）.